# 亚洲公路81号线
亚洲公路81号线（英語：Asian Highway 81），编号為，是亞洲公路網系統中一条全长1143公里的公路，从格鲁吉亚的Larsi，至阿塞拜疆的巴库，并由渡轮连接至哈萨克斯坦的阿克套

## 格鲁吉亚
- S3号高速公路: Larsi - 姆茨赫塔
- S1号高速公路: 姆茨赫塔 - 第比利斯
- S6号高速公路: 第比利斯 - 马尔内乌利
- S7号高速公路: 马尔内乌利 - Sadakhlo（英语：Sadakhlo）

## 亚美尼亚
- Մ 6 M6 高速公路: Bagratashen（英语：Bagratashen） - 瓦纳佐尔
- Մ 3 M3 高速公路: 瓦纳佐尔 - 阿什塔拉克
- Մ 1 M1 高速公路: 阿什塔拉克 - 埃里温
- Մ 2 M2 高速公路: 埃里温 - Yereskh

## 阿塞拜疆
- R63 R63 Road: Sadarak（英语：Sədərək）
- M7 高速公路: Sədərək（英语：Sədərək） - 纳希切万
- M8 高速公路: 纳希切万 - 朱利法 - 奥尔杜巴德 - Kilit
  - 支路 R65 R65 公路: 朱利法 - Jolfa（ 伊朗 21號公路）

## 亚美尼亚
- Մ 2 M2高速公路: Agarak（英语：Agarak, Syunik） - 梅格里
- Հ 48 H-48 公路: 梅格里 - Aqbend

## 阿塞拜疆
- (受阿尔察赫共和国控制) M6 高速公路: Aqbend - Mərcanlı（英语：Mərcanlı）
- M6 高速公路: Goradiz（英语：Goradiz） - 卡齐穆罕默德
- M2 高速公路: 卡齐穆罕默德 - Ələt（英语：Ələt） - 巴库

## 哈萨克斯坦
- : 巴库 - 阿克套